# 오승현
오승현(1978년 3월 1일 ~ )은 대한민국의 배우이다.

## 학력
- 단국대학교 연극영화학과 학사

## 연기 활동

### 드라마
| 연도 | 방송사 | 제목                       | 역할   | 비고 |
| ---- | ------ | -------------------------- | ------ | ---- |
| 2000 | SBS    | 루키                       | 홍연실 |      |
| 2002 | KBS2   | 드라마시티 - 천국보다 기쁜 | 우경   |      |
| 2002 | KBS2   | 잘난 걸 어떡해             | 승현   |      |
| 2002 | MBC    | 그대를 알고부터            | 황봉숙 |      |
| 2003 | SBS    | 스크린                     | 송유라 |      |
| 2004 | MBC    | 천생연분                   | 고은비 |      |
| 2004 | KBS2   | 백설공주                   | 장희원 |      |
| 2008 | MBC    | 사랑해, 울지마             | 민서영 |      |
| 2012 | tvN    | 21세기 가족                | 오은미 |      |
| 2019 | SBS    | 의사요한                   | 민주경 |      |

### 영화
| 연도 | 제목                       | 역할           | 비고     |
| ---- | -------------------------- | -------------- | -------- |
| 2001 | 킬러들의 수다              | 화이           |          |
| 2004 | 내 남자의 로맨스           | 은다영         |          |
| 2004 | 아는 여자                  | 치성의 첫 사랑 |          |
| 2007 | 김관장 대 김관장 대 김관장 | 박연실         |          |
| 2010 | 동방의 빛                  |                |          |
| 2018 | 하나식당                   | 은희           | 특별출연 |

### M/V
- 2001년 성시경 - 처음처럼
- 2001년 이승철 - 고백
- 2002년 브라운 아이즈 - For You

### 광고
- 2000년 - 아시아나항공
- 2002년 - 아모레퍼시픽 마몽드
- 2003년 - 신영와코루 비너스 (변정민, 이영진, 송선미, 이선진과 함께 출연)